# Gliese 876 d
Gliese 876 d es un planeta extrasolar que orbita la estrella enana roja Gliese 876. En el momento de su descubrimiento en 2005, Gliese 876 d fue el planeta extrasolar de menor masa entre los conocidos, a excepción de los planetas de púlsar que orbitan PSR B1257+12. Gliese 876 d tarda menos de dos días en completar una órbita, a una distancia de su estrella de tan solo un quinto de la que existe entre Mercurio y el Sol. Además, está situado en la región más interior de su sistema planetario. Debido a su baja masa, puede considerarse como una supertierra.

## Descubrimiento
Al igual que la mayoría de los planetas extrasolares conocidos, Gliese 876 d fue descubierto por medio del análisis de los cambios en la velocidad radial de su estrella como resultado de la gravedad del planeta. La detección fue realizada midiendo el efecto Doppler de las líneas espectrales de Gliese 876. Cuando se descubrió, ya se sabía que Gliese 876 albergaba dos planetas extrasolares, designados Gliese 876 b y c, en una resonancia orbital de 2:1. Una vez que se tuvieron en cuenta ambos planetas, la velocidad radial aún mostraba otro período, de unos dos días, que podía ser interpretado como un nuevo planeta con una masa de al menos 5.9 veces la de la Tierra. El planeta, designado Gliese 876 d, fue anunciado en 2005 por el equipo dirigido por Eugenio Rivera.

## Órbita y masa
Gliese 876 d se encuentra en una órbita con un semieje mayor de tan solo 0.0208 UA (3.11 millones de kilómetros). A esta distancia de su estrella, es esperable que presente interacciones gravitacionales al completar la órbita; sin embargo, los cálculos orbitales de la velocidad radial sugieren que el valor de la excentricidad sería a lo sumo de 0.22.
Una de las limitaciones del método de velocidad radial empleado para detectar a Gliese 876 d es que únicamente puede obtenerse el límite inferior de la masa del planeta. Este límite inferior equivale aproximadamente a 5.88 veces la masa de la Tierra.
La masa verdadera depende de la inclinación orbital, que en general se desconoce. No obstante, en el caso de un sistema resonante como Gliese 876, las interacciones gravitatorias entre planetas externos indicarían que la inclinación aproximada de dos planetas de tales características sería de 50° sobre el plano del cielo. Suponiendo que Gliese 876 d orbite en el mismo plano que los dos planetas exteriores, su masa verdadera sería aproximadamente de 7.5 veces la de la Tierra. Por otro lado, las mediciones astrométricas indican que la inclinación orbital es de unos 84°, lo que (suponiendo una vez más que el sistema sea coplano) sugeriría que la masa verdadera es poco mayor que el límite inferior.
A causa de su órbita extremadamente excéntrica, los modelos teóricos predicen que los períodos de calentamiento actuarían de forma muy importante en la geología del planeta. De hecho, estos modelos predicen que el planeta podría encontrarse en un perpetuo estado líquido. El flujo de calor total es aproximadamente de 104-5 W/m² en la superficie planetaria; en comparación, el flujo de calor de Ío es cercano a 3 W/m².

## Características
Puesto que Gliese 876 d tan solo ha sido detectado indirectamente, a través del efecto gravitatorio sobre su estrella, se desconocen características tales como su radio, composición y temperatura, aunque es probable que el planeta posea temperaturas sumamente elevadas debido a su proximidad a la estrella. La poca masa del planeta ha llevado a sugerir que podría tratarse de un planeta terrestre. Suponiendo una densidad aproximada de 8000 kg/m³ como respuesta a un grado mayor de compresión en un planeta de más masa que la Tierra, un planeta terrestre de 7.5 masas terrestres tendría un radio 73 % mayor que el de la Tierra. Esta clase de planeta terrestre masivo podría formarse en el interior del sistema de Gliese 876 a partir de la materia dirigida hacia la estrella por la migración producida por los gigantes gaseosos.
Otra alternativa es que el planeta podría haberse formado en una órbita más alejada de Gliese 876 y que haya migrado hacia el centro a causa de los gigantes gaseosos. Esto significaría una composición mucho más rica en cuanto a sustancias volátiles, como por ejemplo el agua. Siguiendo este modelo teórico, el planeta tendría un océano de agua presurizado (en la forma de un Fluido supercrítico) separado del núcleo de silicato por una capa de hielo que se mantendría congelado por las altas presiones del interior del planeta. Este tipo de planeta poseería con una atmósfera que contenga vapor de agua y oxígeno libre producido por la ruptura de las moléculas de agua debido a la radiación ultravioleta.
Determinar el modelo correcto requeriría más información acerca del radio y composición planetaria. Desafortunadamente, el planeta parece no transitar su estrella, por lo que obtener la información necesaria excede nuestra actual capacidad de observación.